# Штеттен (Баварія)
Штеттен (нім. Stetten) — громада в Німеччині, знаходиться в землі Баварія. Підпорядковується адміністративному округу Швабія. Входить до складу району Унтеральгой. Складова частина об'єднання громад Дірлеванг.
Площа — 15,71 км2. Населення становить 1448 ос. (станом на 31 грудня 2020).

## Галерея

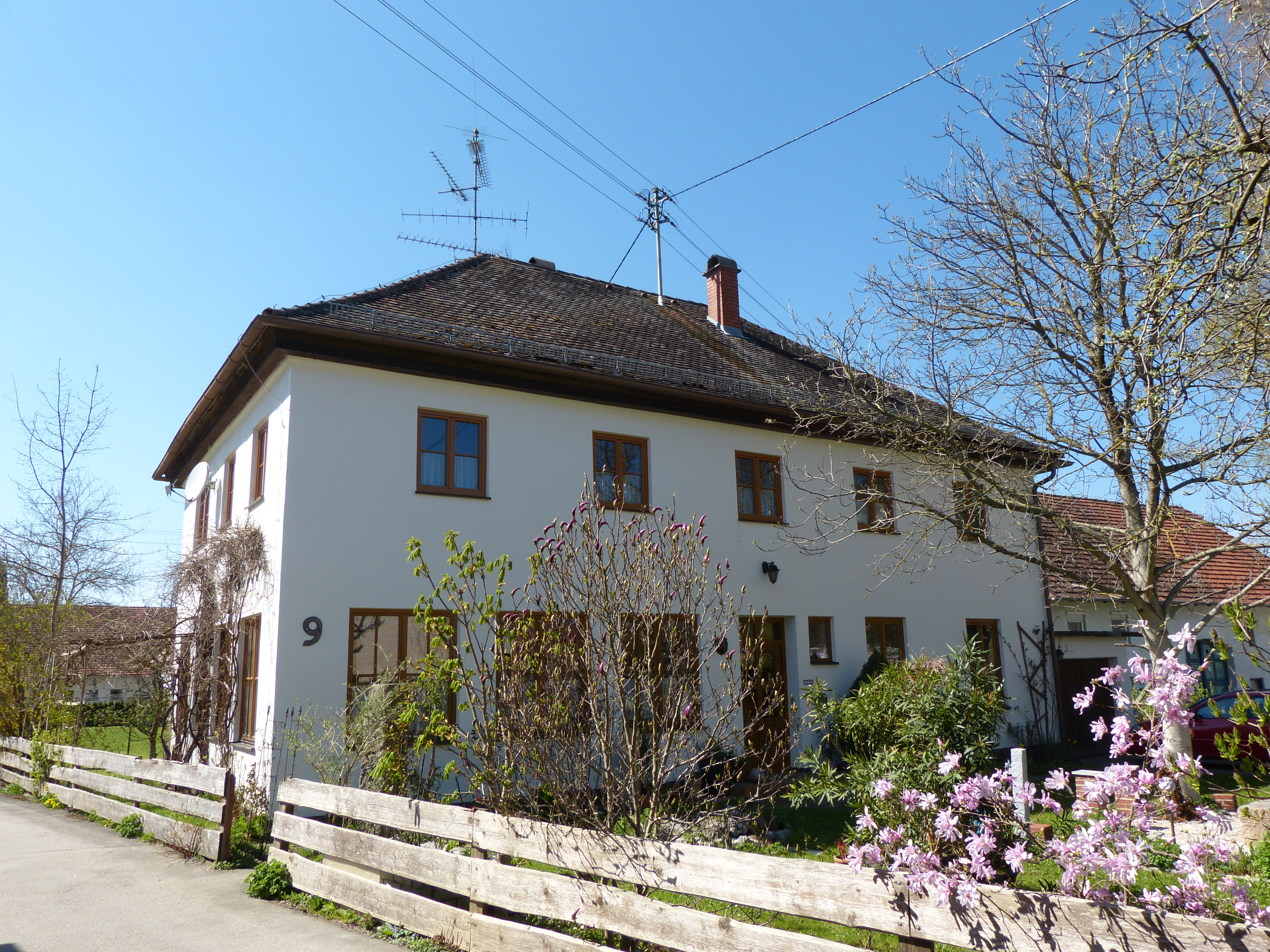